# Gunung Telomoyo
Gunung Telomoyo är ett berg i Indonesien.   Det ligger i provinsen Jawa Tengah, i den västra delen av landet, 400 km öster om huvudstaden Jakarta. Toppen på Gunung Telomoyo är 1 882 meter över havet, eller 730 meter över den omgivande terrängen. Bredden vid basen är 6,9 km. Gunung Telomoyo ingår i Pegunungan Kelir.
Terrängen runt Gunung Telomoyo är kuperad åt nordväst, men åt sydost är den bergig.Runt Gunung Telomoyo är det tätbefolkat, med 266 invånare per kvadratkilometer. Närmaste större samhälle är Salatiga, 10,8 km öster om Gunung Telomoyo. Omgivningarna runt Gunung Telomoyo är en mosaik av jordbruksmark och naturlig växtlighet.